# Catherine de Gênes
Pour les articles homonymes, voir Sainte Catherine.

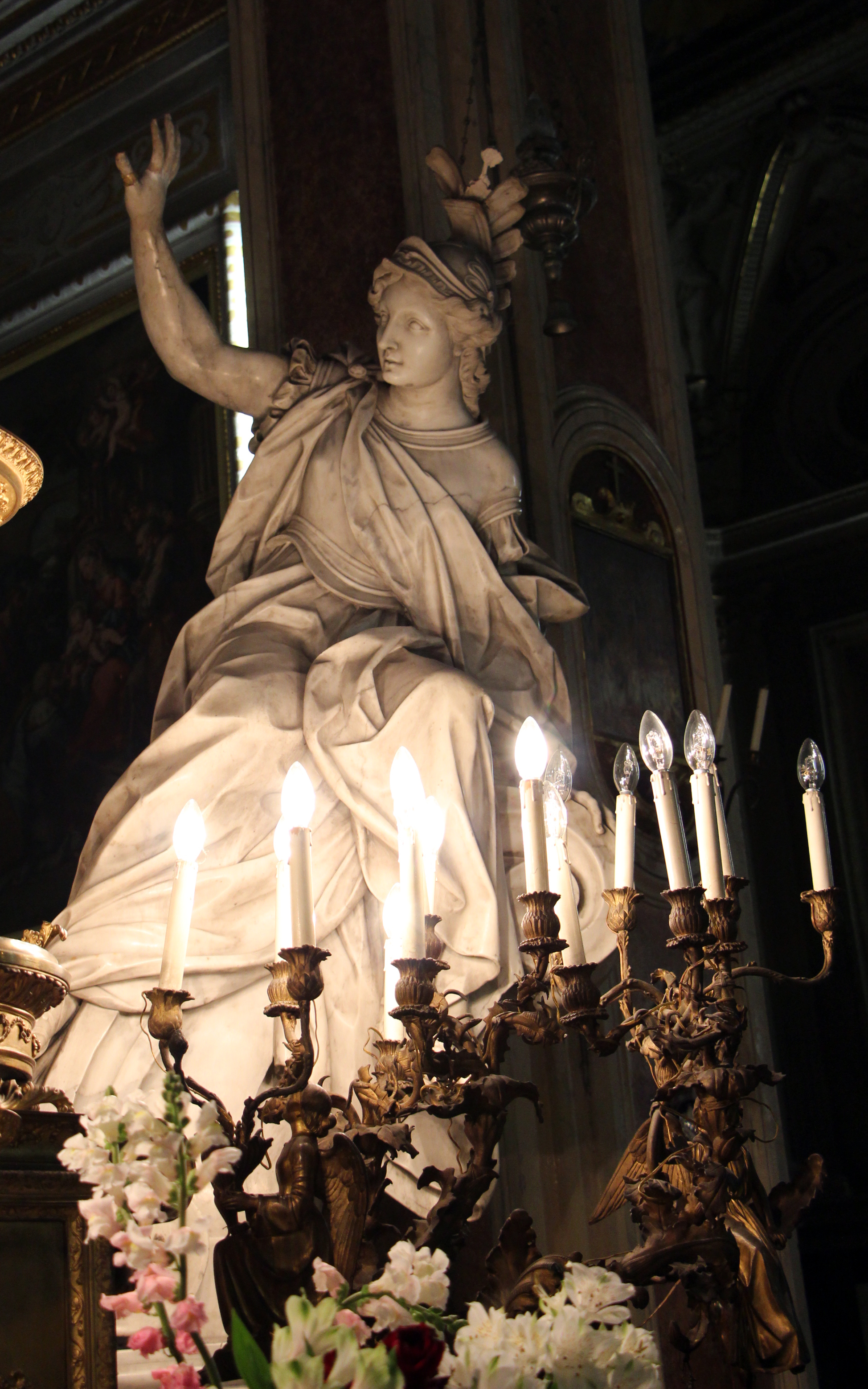
Statue du sanctuaire de sainte Catherine de Gênes, église Santissima Annunziata di Portoria, Gênes.

Catherine de Gênes (Gênes, 5 avril 1447 – Gênes, 15 septembre 1510) est une mystique génoise, notamment connue pour son traité sur le purgatoire. Béatifiée le 6 avril 1675 par le pape Clément X puis canonisée le 16 juin 1737 par le pape Clément XII, elle est célébrée le 15 septembre.

## Biographie

### Enfance et adolescence
Caterina est née à Gênes, en 1447, chez les Fieschi, l'une des plus imposantes familles patriciennes de la république génoise. Les Fieschi comptaient deux papes, Innocent IV et Adrien V, dans leur généalogie, et le père de Catherine, Giacomo, avait été amiral de la République, vice-roi de Naples (sous René d'Anjou) et magistrat de la cité génoise. Giacomo mourut un peu avant la naissance de la sainte, et c'est la mère, Francesca di Negro, qui éleva celle-ci, lui donnant une éducation raffinée, digne de son rang. Dès l'âge de 9 ans, Catherine est l'enjeu d'une alliance matrimoniale entre sa famille, du parti guelfe, et la famille Adorno, du parti gibelin. Il s'agissait également d'apporter à la vieille aristocratie des Fieschi un peu de la vitalité et de la prospérité économique d'une famille de noblesse plus récente, mais plus entreprenante sur la place commerciale de Gênes. En dépit de son désir, manifesté à 13 ans, de devenir religieuse comme sa sœur Limbania, Catherine épouse donc, à 16 ans, Giuliano Adorno, un homme beaucoup plus âgé qu'elle, au caractère aventureux, volage et dépensier.

### Mariage et conversion
Le mariage se révèle un désastre : l'union reste stérile, et Catherine, que son mari terrorise, sombre dans la mélancolie. À 21 ans, secouant sa torpeur, elle se met à courir le monde, mais en vain : au terme de cinq années d'une existence de plaisirs, désespérée, la veille de la fête de Saint-Benoît, le 20 mars 1473, elle implore le saint de lui envoyer une maladie qui la clouerait au lit trois mois durant. Deux jours plus tard, tandis qu'elle rend visite à sa sœur, elle accepte de se confesser au chapelain du monastère, mais à peine la confession commencée, voici qu'elle ressent au cœur « la blessure d'un immense amour de Dieu », accompagnée d'une nette perception de ses péchés et de ses défauts. Avec une bouleversante rapidité s'est accomplie sa conversion. Jusqu'au jour de sa mort, elle restera fidèle à cette grâce initiale.

### Étapes spirituelles
Les quatre premières années sont vouées à la pénitence. Catherine connaît le phénomène mystique de l'inédie (jeûne total), qu'elle prolongera durant 23 carêmes et 23 avents, tout en communiant chaque jour (fait rare à l'époque). Pour se consacrer au service des malades indigents, elle se fait fille de salle à l'hôpital Pammatone. De 1477 à 1496 se multiplient les expériences extatiques ; elle ne néglige pas pour autant l'hôpital, où elle est nommée directrice de la section des femmes, en 1490. Entre-temps, son mari a changé de vie, et, devenu tertiaire franciscain, s'est engagé, lui aussi, à Pammatone ; ils ont décidé de vivre comme frère et sœur ; Giuliano meurt en 1497. À cette date, l'inédie a cessé, mais Catherine connaît de grandes épreuves mystiques et un dérèglement de son état de santé. Elle se confie désormais à un conseiller spirituel, Cattaneo Marabotto, lequel fait partie d'un petit groupe de fidèles de la sainte, la Fraternité du Divin Amour, qui recueillera les confidences de la sainte et donnera les écrits connus sous son nom. Probablement rongée par un cancer à l'estomac, elle meurt le 15 septembre 1510.

## Postérité

### Le corps de la sainte

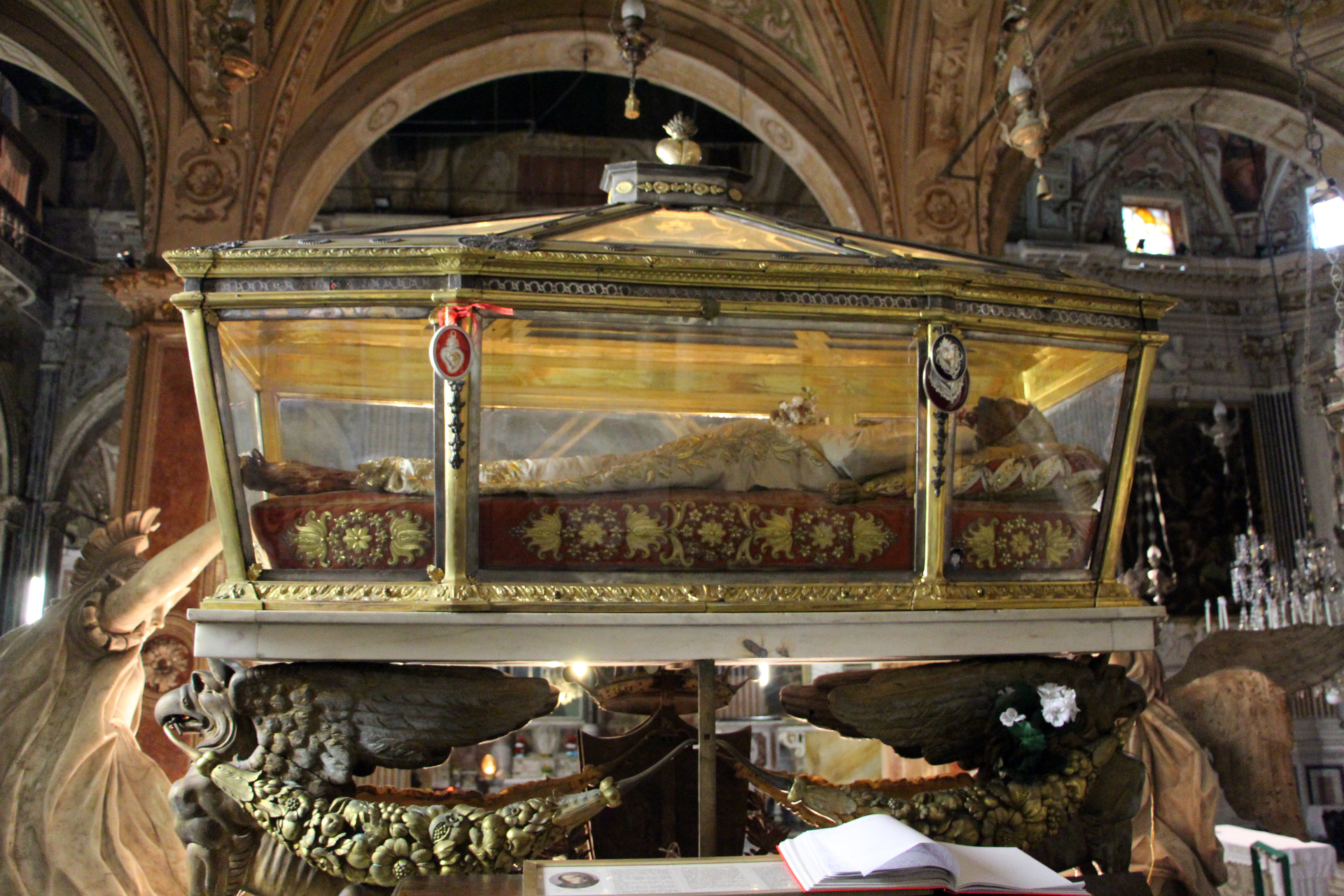
Châsse reliquaire abritant le corps incorruptible de la sainte à son sanctuaire de Gênes.

Lorsqu'au bout de dix-huit mois, le corps de la sainte est exhumé pour être translaté de l'église de l'hôpital vers un tombeau neuf, il est retrouvé intact. Depuis 1737, année de la canonisation de Catherine par le pape Clément XII, il se trouve placé sous une châsse de verre à l'église Santissima Annunziata di Portaria (it). Une commission canonique et médicale a constaté, en 1960, la continuation du phénomène d'incorruptibilité.

### Le corpus des écrits
La renommée de Catherine tient surtout à la popularité des écrits publiés sous son nom. Il s'agit, en réalité, d'un corpus de documents en dialecte génois, compilés par les intimes de la sainte : le confesseur Marabotto, le notaire Ettore Vernazza, sa fille Tommasina (Sr Battistina), un prêtre attaché à l'hôpital, Jacques Carenzio, sans oublier la servante, Argentina del Sale. Ils ont noté les confidences de la mystique, mais aussi les événements dont ils furent les témoins durant les douze dernières années de sa vie, particulièrement les ultimes épreuves. Une première rédaction, restée manuscrite, est attestée dès 1522. En 1551 paraît à Gênes une première édition comprenant Vie admirable et doctrine sainte (en 52 chapitres), Traité du purgatoire (1 chapitre dégagé de l'ensemble) et Dialogue (3 chapitres, dont le premier a été dégagé de l'ensemble). En 1568, c'est à Florence que paraît une deuxième édition, plus proche de la langue toscane, mais fidèle à la première. Cette version florentine a servi à toutes les éditions ultérieures.

### L'influence de l'œuvre
La mystique catherinienne a tout spécialement influencé, au XVIIe siècle, l'École française de spiritualité. Le chartreux Jean Cadet a fait paraître une traduction de la Vita de la sainte en 1598, bientôt suivi par d'autres, dont Desmarets de Saint-Sorlin, en 1661. Entre-temps, François de Sales offre à Jeanne de Chantal un exemplaire de la Vita, et s'en inspire pour écrire son Traité de l'amour de Dieu. Entre 1640 et 1650, son successeur, Jean-Pierre Camus, évêque de Belley, rédige une apologie de la sainte, et deux capucins, Laurent de Paris et Benoît de Canfield, intègrent son expérience dans leur doctrine spirituelle. À la même époque, Pierre de Bérulle revendique l'influence de Catherine sur sa pensée, comme dans sa collaboration avec Madame Acarie, introductrice des carmélites en France. Jean de Bernières cite plusieurs fois Catherine de Gênes. Jacques-Bénigne Bossuet lui-même appréciera cette mystique. Mais c'est surtout Fénelon qui, avec Madame Guyon, reprendra et adaptera la doctrine catherinienne du Pur Amour de Dieu.

## Spiritualité

### Une autonomisation de la mystique
.

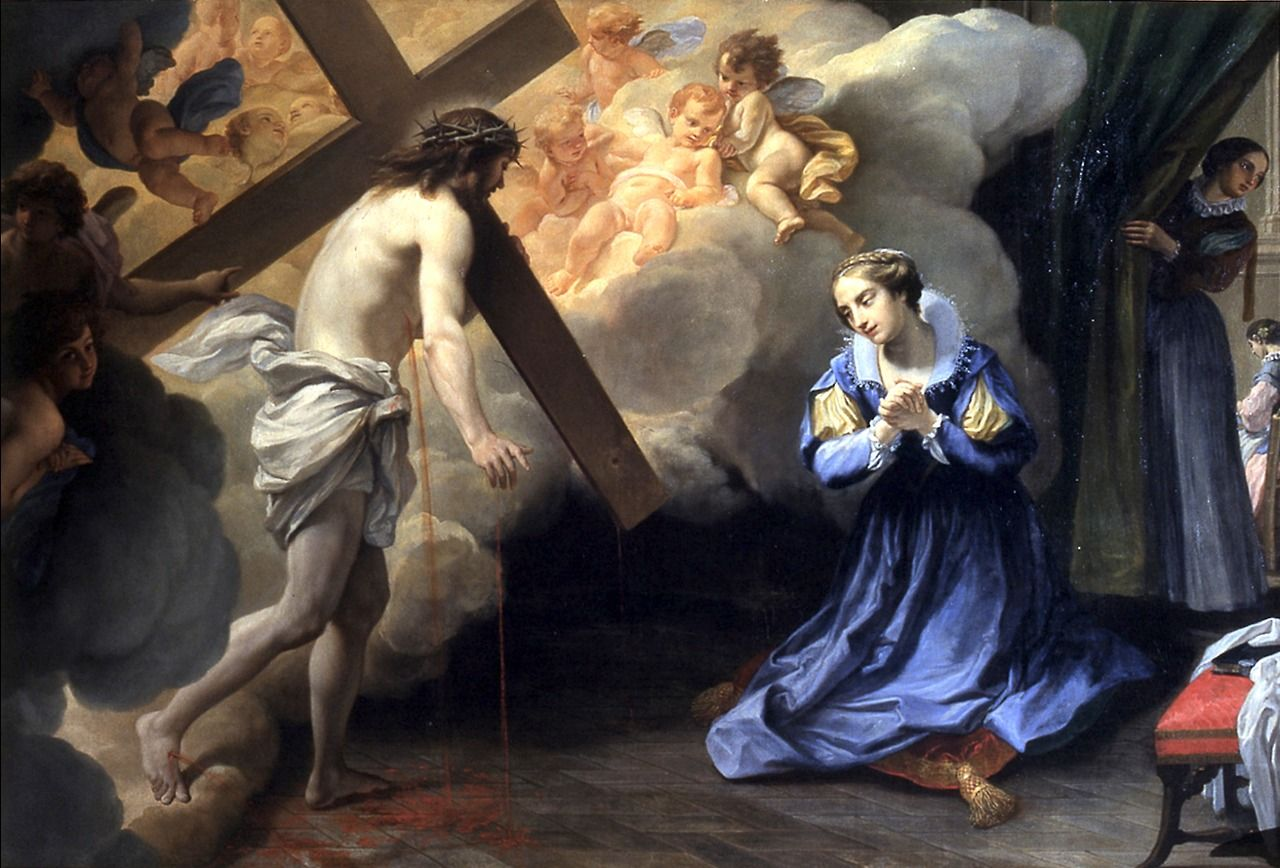
La vision de sainte Catherine de Gênes, tableau de Marco Benefial (1747), palais Barberini à Rome

Le corpus de textes liés à Catherine de Gênes, s'attache essentiellement à la description des états mystiques de la sainte, sous une forme narrative (Vita) ou allégorique (Purgatoire et Dialogue). Une sorte d'autonomisation de la spiritualité s'observe ici : dégagée de la théologie par la devotio moderna, la contemplation ne reflète plus, ainsi que c'était le cas dans la mystique médiévale, un approfondissement intérieur de la liturgie ecclésiale, conçue comme célébration sacramentelle de la parole de Dieu. L'empreinte ecclésiologique s'estomperait, et l'enracinement scripturaire semble moins direct : aux yeux de quelqu'un qui a séparé Tradition et Écritures (alors qu'elles ne sont qu'une Parole de Dieu, cf. Dei Verbum dans le concile Vatican II) les thèmes abordés (dont le purgatoire et l'ascèse) pourraient avoir l'air de n'entretenir plus qu'un rapport indirect avec l'Évangile, et relever davantage des sujets en vogue au Quattrocento. L'attention se focalise sur un cas individuel, avec une mise en exergue des structures psychologique et de l'univers culturel de la sainte.

### Une herméneutique de la conversion
La doctrine catherinienne tire ses grandes lignes de l'expérience initiale de la grâce : déception du monde, feu de l'amour divin, douleur mystique, repentir et contrition. Cette herméneutique de la conversion entraîne, comme chez Augustin d'Hippone, une anthropologie de l'Image et une théologie du Désir. Le discours sur la condition humaine est basé sur un dualisme nature-grâce, dont l'antagonisme constitue le thème, accompagné de ses variations, du Dialogue. Dans cette configuration, l'amour-propre de la créature est si radicalement opposé à l'amour oblatif du Créateur, que la souffrance générée par cette situation deviendrait strictement insupportables, si elle n'était vécue dans un espace où aucun retour sur soi-même n'est plus possible : le purgatoire est ce lieu où le désir de voir Dieu assume toute souffrance, de sorte que celle-ci se convertit en joie. Dans le traité consacré à ce sujet, le pessimisme anthropologique ouvre donc sur un optimisme eschatologique (à moins qu'il ne faille voir là une métaphore de la passion amoureuse — croccie et delizie.)

### Une ascèse de l'Absolu
Chez Catherine, Dieu est d'abord le nom de l'Absolu, au sens étymologique d'ab-solutus : radicalement détaché ; et le Pur Amour constitue la forme de cet absolu détachement de soi-même. Pour une psychologie marquée par le désabusement, l'Absolu peut devenir, contre la dépression, l'unique désirable. Seulement, pour atteindre cet essentiel, l'ascèse doit viser la réduction à l'infime, en se vouant à l'œuvre du feu purgatoire, c'est-à-dire purificateur. Aussi Catherine se détache-t-elle de toute appartenance sociale (elle n'est ni épouse, ni mère, ni religieuse), de toute sécurité corporelle et morale (thèmes de la maladie et la culpabilité), voire du minimum vital (phénomènes de l'inédie et de la claustration), si bien que la vie intérieure de cette grande passionnée ne peut être comparée qu'à un purgatoire, détaché de la Terre, des Enfers et du Ciel, et dédié à la quête inassouvie de la (dé)possession amoureuse.

## Traité du Purgatoire

### Circonstances de l'œuvre
Ce chef-d'œuvre de la mystique n'a pas été écrit par Catherine mais par ses intimes, les membres de la Fraternité du Divin Amour, à savoir : deux prêtres (Marabotto et Carenzio), un notaire (Vernazza) et une religieuse (Sœur Battistina), elle-même auteur d'un guide spirituel. À la mort de la sainte, outre le témoignage de la servante, Argentina del Sale, ils ont recueilli dix années de souvenirs, observations personnelles et confidences de la disparue, dans une compilation que l'on appelle le corpus catharinianum, et dont la première rédaction (en dialecte génois) date probablement des années 1520-1522. Or, avant que ce corpus ne soit publié, le Traité n'était pas détaché du reste du texte, lequel portait déjà le titre de Vie et doctrine. Ce n'est qu'en 1551, à la première édition, que le chapitre XLI devint le Traité du Purgatoire, pour en faciliter la lecture. Il ne s'agit donc pas d'un traité au sens technique du terme : aucun des auteurs n'est un théologien professionnel; ils se sont contentés de rassembler tous les matériaux qui concernaient le sujet, et de les présenter dans un ordre dont la logique se laisse difficilement saisir. Autrement dit, la suite des chapitres ne forme pas un développement d'une seule coulée, et certains pourraient être considérés de manière autonome, comme l'essentiel des entretiens de « ce jour-là ». D'ailleurs, il est évident que l'attention des auteurs s'est portée primitivement sur la situation mystique de la sainte, et non sur le Purgatoire en lui-même : il n'y a, à proprement parler, aucune véritable description de cet état, lequel fait, avant tout, office de comparaison par rapport à ce que ressent Catherine : une anticipation et l'analogue en cette vie du purgatoire de l'au-delà. C'est ainsi la récurrence du thème et la force du propos qui ont amené les compilateurs à mettre en exergue le sujet.

### Propos de l'œuvre
Le Prologue fonde les propos de Catherine sur son expérience personnelle : en proie à une œuvre de purification mystique, elle se sent établie dans le purgatoire du brûlant amour de Dieu, en vue de lui être présentée directement après la mort. Interprétant sa situation comme une anticipation du Purgatoire, elle se considère à même de décrire l'état des âmes qui subissent post mortem cette purification des souillures du péché. L'intérêt de l'ouvrage réside dans l'optimisme de la sainte, qui applique à ces âmes l'union à l'amour divin dont elle fait l'épreuve, et la satisfaction qu'elle tire des opérations auxquelles Dieu se livre dans son âme.
Catherine se base ici sur une anthropologie inspirée d'Augustin d'Hippone. L'âme humaine a été créée avec la capacité d'atteindre la perfection et la béatitude, à condition d'obéir à Dieu sans se laisser souiller par le péché. Toutefois, la contamination de la faute originelle lui fait perdre sa capacité. Par rapport à cette mort spirituelle, le baptême apparaît comme une résurrection, une renaissance, même si une certaine inclination au mal subsiste. Dans ces conditions, retomber effectivement dans le péché, constitue une seconde mort et une nouvelle souillure : ainsi recroquevillée sur elle-même, l'âme a besoin, pour se tourner à nouveau vers Dieu et redevenir digne de lui, que la grâce divine réalise en elle les opérations de son feu purificateur. Comme ce retour à la perfection primitive résulte d'un instinct, il suscite dans l'âme une ardeur d'autant plus vive qu'elle se sent entravée par toutes sortes d'imperfections, et cet « instinct brûlant et entravé constitue son purgatoire ».

#### Traductions françaises
- Catherine de Gênes, « Traité du Purgatoire », sur livres-mystiques.com (consulté le 10 mars 2016).
- Sainte Catherine de Gênes, Traité du purgatoire, Dialogue, Namur, Éditions du Soleil Levant, 1962.
- Fr. de Martinoir, Catherine de Gênes ou la joie du purgatoire, Éditions Jean-Claude Lattès, 1995.
- P. Debongnie, « Introduction », dans sainte Catherine de Gênes, Traité du purgatoire, Dialogue, Namur, Éditions du Soleil Levant, 1962, p.11-22.